# بخش میلتون (شهرستان جکسون، اوهایو)
بخش میلتون (به انگلیسی: Milton Township) یک منطقهٔ مسکونی در ایالات متحده آمریکا است که در شهرستان جکسون، اوهایو واقع شده‌است.
 بخش میلتون ۱۰۲٫۳ کیلومتر مربع مساحت و ۱٬۰۲۸ نفر جمعیت دارد و ۲۲۰ متر بالاتر از سطح دریا واقع شده‌است.